# Charles Martin Smith
Charles Martin Smith (Van Nuys, California; 30 de octubre de 1953) es un actor, director y guionista estadounidense. Es popular por sus papeles en las películas American Graffiti, Never Cry Wolf, Starman, The Buddy Holly Story y The Untouchables. También ha dirigido las películas Trick or Treat, Dolphin Tale, Dolphin Tale 2, Boris y Natasha, The Snow Walker y A Dog's Way Home.
En 1976 audicionó para el papel de Luke Skywalker en la primera película de La Guerra de las Galaxias.

## Filmografía seleccionada

### Cine y Televisión
- 1971 - The Brady Bunch
- 1973 - American Graffiti
- 1974.  Petrocelli
- 1978 - The Buddy Holly Story
- 1979 - More American Graffiti
- 1983 - Never Cry Wolf
- 1984 - Starman
- 1985 - The Twilight Zone
- 1986 - The Ray Bradbury Theater (Banshee)
- 1986 - Trick or Treat
- 1987 - The Untouchables
- 1989 - The Ray Bradbury Theater (Boys! Raise Giant Mushrooms in Your Cellar!)
- 1990 - The Hot Spot
- 1992 - Deep Cover
- 1995 - The X-Files
- 1995 - The Final Cut, de Roger Christian
- 1998 - Fuera de control
- 1998 - Deep Impact
- 2001 - Ally McBeal
- 2003 - The Snow Walker
- 2011 - Dolphin Tale
- 2014 - Dolphin Tale 2
- 2019 - A Dog's Way Home[3]